# Halodromus
Halodromus là một chi nhện trong họ Philodromidae.